# Австрия на летних Олимпийских играх 1976
Австрия принимала участие в Летних Олимпийских играх 1976 года в Монреале (Канада) в семнадцатый раз за свою историю, и завоевала одну бронзовую медаль. Сборная страны состояла из 60 спортсменов (54 мужчины, 6 женщин).

## Медалисты
| Медаль | Спортсмен         | Вид спорта | Дисциплина                           |
| ------ | ----------------- | ---------- | ------------------------------------ |
| Бронза | Рудольф Доллингер | Стрельба   | Мужчины, произвольный пистолет, 50 м |

## Результаты соревнований

### Академическая гребля
В следующий раунд из каждого заезда проходили несколько лучших экипажей (в зависимости от дисциплины). В финал A выходили 6 сильнейших экипажей, ещё 6 экипажей, выбывших в полуфинале, распределяли места в финале B.
Мужчины
| Соревнование | Спортсмены | Предварительный заезд | Предварительный заезд | Предварительный заезд | Отборочный заезд | Отборочный заезд | Отборочный заезд | Полуфинал            | Полуфинал            | Полуфинал            | Финал                | Финал                | Итоговое место       |                      |
| Соревнование | Спортсмены | Заезд                 | Время                 | Место                 | Заезд            | Время            | Место            | Заезд                | Время                | Место                | Время                | Место                | Итоговое место       |                      |
| ------------ | ---------- | --------------------- | --------------------- | --------------------- | ---------------- | ---------------- | ---------------- | -------------------- | -------------------- | -------------------- | -------------------- | -------------------- | -------------------- | -------------------- |
| одиночки     | Улли Вольф | 3                     | 7:28,45               | 4                     | 1                | 7:25,38          | 4                | завершил выступление | завершил выступление | завершил выступление | завершил выступление | завершил выступление | завершил выступление | завершил выступление |